# Hofanlage Heesen 1
Die Hofanlage Heesen 1 westlich der Drepte an der Lindenstraße in der niedersächsischen Gemeinde Hagen im Bremischen, Ortsteil Wulsbüttel, Hof Heesen 1 und 3, im Landkreis Cuxhaven, stammt vom 18. und 19. Jahrhundert.
Aktuell (2024) wird sie als Wohnhaus, landwirtschaftlich und ein Teil des Areals als Campingplatz mit zwei angelegten Badeseen genutzt.
Die Gebäude stehen unter Denkmalschutz (siehe auch Liste der Baudenkmale in Hagen im Bremischen).

## Beschreibung
Die Hofanlage und die zugehörige Mühle am östlichen Ufer der Drepte wurden 1718 erstmalig urkundlich erwähnt. Zuvor gab es hier seit dem Mittelalter einen Adelssitz. Der heutige Baubestand reicht noch in die erste Hälfte des 18. Jahrhunderts zurück.
Die baumbestandene Hofanlage besteht aus
- dem eingeschossigen giebelständigen Wohn- und Wirtschaftsgebäude von 1881 (Inschrift) als großes Vierständer-Hallenhaus in markantem Raster-Fachwerk mit Steinausfachungen, mit ziegelgedecktem Satteldach und Uhlenloch sowie der Grooten Door mit Korbbogen und im Wirtschaftsgiebel mit neueren größeren Fenstern im Fachwerk, um 1900 nach Südwesten durch einen Scheunenanbau erweitert,[2]
- der eingeschossigen giebelständigen Scheune von 1788 (Inschrift) als Wandständer-Hallenhaus in Oberrähmkonstruktion mit eingehälsten Ankerbalken, in Fachwerk (im Giebeldreieck verbrettert), mit ziegelgedecktem Satteldach und zwei Querdurchfahrten,[3]
- dem eingeschossigen früheren Schafstall von 1735 in Fachwerk in Unterrähmkonstruktion mit Lehmausfachungen und mit reetgedecktem Krüppelwalmdach sowie mit profilierten Knaggen im Südgiebel[4]
- sowie weiteren nicht denkmalgeschützten Nebenanlagen.

Die zweigeschossige Wassermühle Heesen von um 1880 ist Teil der Gesamtanlage.
Das Landesdenkmalamt befand u. a.: „… Mit Wohn-/Wirtschaftsgebäude, Scheunen und Stall weist die Hofanlage einen typischen und vollständigen Gebäudebestand auf.“